# Dystrykt Shama
Dystrykt Shama – jeden z czternastu okręgów w Regionie Zachodnim, w Ghanie, położony nad Zatoką Gwinejską. Według spisu w 2021 roku liczy 117,2 tys. mieszkańców. Stolicą administracyjną dystryktu jest miasto Shama.
Z gęstością zaludnienia 587,5 os./km² jest trzecim najbardziej zaludnionym dystryktem Regionu Zachodniego.

## Gospodarka
Główną działalnością gospodarczą dystryktu jest rolnictwo. Większość ludności na wybrzeżu zajmują się rybołówstwem i handlem rybami, podczas gdy populacje w głębi lądu zajmują się uprawami i hodowlą. Pozostała działalność gospodarcza obejmuje handel, wydobywanie, produkcję i usługi.
Główne uprawy to maniok, babka lancetowata, kokosy, kukurydza, ryż, palma olejowa i warzywa. Palma olejowa jest główną uprawą dochodową produkowaną w dystrykcie. Dominuje hodowla drobiu. Działalność wydobywcza obraca się wokół granitu i złota. 